# Joseph Healy (Politiker, 1776)
Joseph Healy (* 21. August 1776 in Newton, Massachusetts; † 10. Oktober 1861 in Washington, New Hampshire) war ein US-amerikanischer Politiker. Zwischen 1825 und 1829 vertrat er den Bundesstaat New Hampshire im US-Repräsentantenhaus.

## Werdegang
Joseph Healy besuchte die Grundschule und wurde danach in der Hotelbranche sowie in der Landwirtschaft tätig. Daneben begann er eine politische Laufbahn. Im Jahr 1824 war er Mitglied des  Senats von New Hampshire.
Bei den Kongresswahlen desselben Jahres, die staatsweit abgehalten wurden, wurde er als Kandidat der National Republican Party für das sechste Abgeordnetenmandat von New Hampshire in das US-Repräsentantenhaus in Washington, D.C. gewählt. Dort trat er am 4. März 1825 die Nachfolge von William Plumer Jr. an. Nach einer Wiederwahl im Jahr 1826 konnte er bis zum 3. März 1829 zwei zusammenhängende Legislaturperioden im Kongress absolvieren. In dieser Zeit fielen die heftigen Auseinandersetzungen zwischen den Anhängern von US-Präsident John Quincy Adams und dem damals oppositionellen Andrew Jackson.
Nach dem Ende seiner Zeit im Repräsentantenhaus war Healy zwischen 1829 und 1832 Mitglied des Regierungsrates von New Hampshire. Danach zog er sich aus der Politik zurück. In den folgenden Jahrzehnten widmete er sich wieder dem Hotelgeschäft und der Landwirtschaft. Healy starb am 10. Oktober 1861 in Washington (New Hampshire).